# Porites
Porites ist eine Gattung von Steinkorallen, die eine cirkumtropische Verbreitung hat. Sie kommen als sowohl in den Korallenriffen des tropischen Indopazifik und des Roten Meeres, in der Karibik und an der Küste Westafrikas vor. Damit ist sie eine der Steinkorallengattungen mit dem größten Verbreitungsgebiet.

## Merkmale

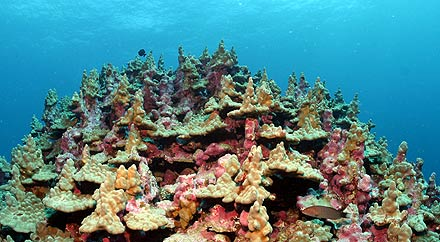
Große Porites lobata- Kolonien in den Neva Shoals

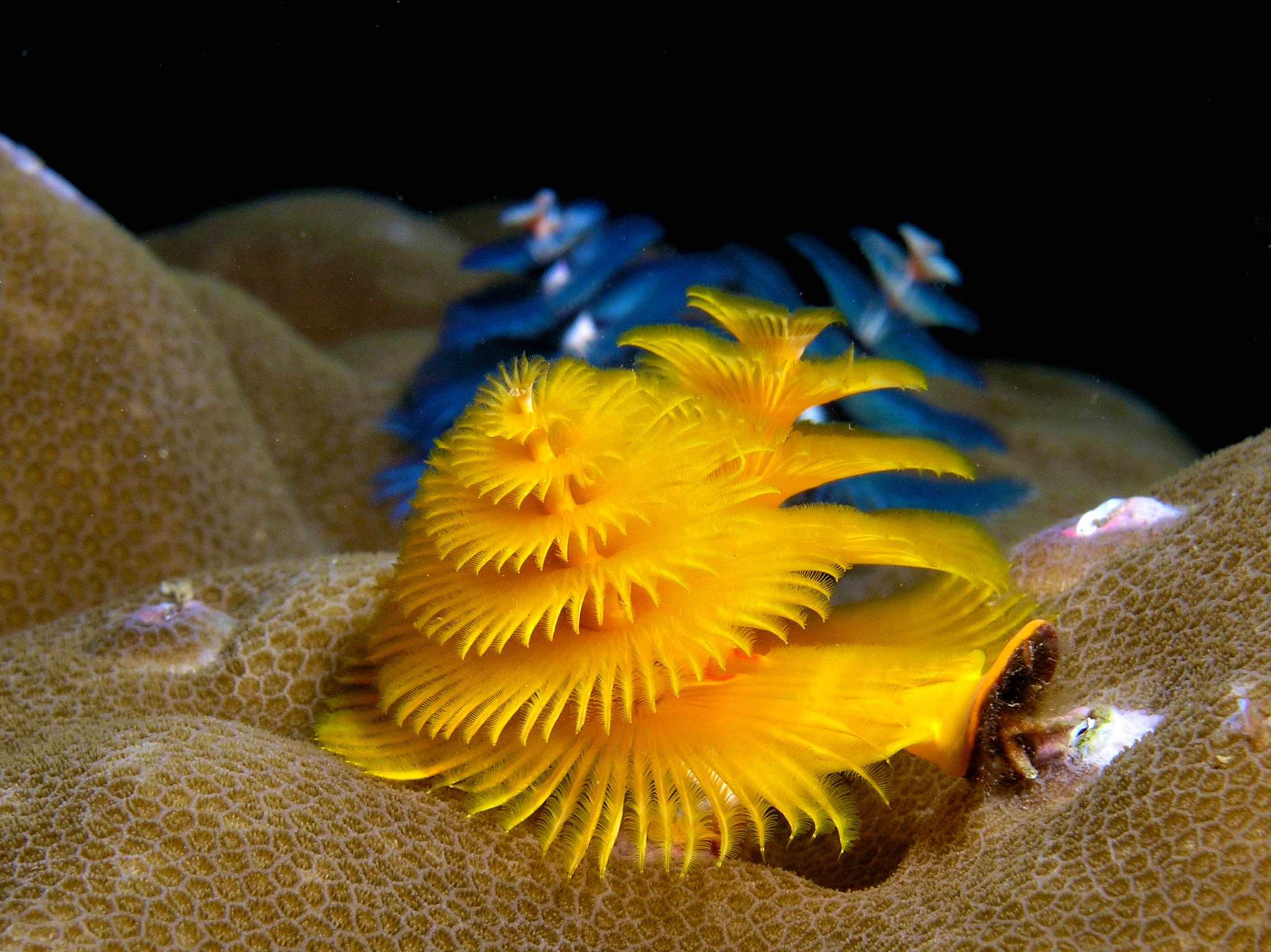
Weihnachtsbaumwürmer in einer Porites

Es sind Tierkolonien, die aus vielen sehr kleinen Einzelpolypen bestehen. Das Wachstum der Porites-Kolonien ist sehr langsam, oft weniger als einen Zentimeter im Jahr. Da sie aber sehr alt werden, können sie sehr groß werden. Porites-Kolonien bilden meist sehr massive, runde krustenartige, säulenartige oder helmförmige Formen. Es gibt jedoch auch verzweigt wachsende Arten wie Porites cylindrica. Erreichen große Kolonien die Wasseroberfläche, stirbt der obere Teil der Kolonie ab und sie wächst seitlich weiter. Durch Erosion entwickelt sich mit der Zeit in der Mitte eine Mikroatoll genannte Grube im toten Korallenskelett, das von lebendem Gewebe umgeben ist. Porites-Arten sind von gelber, brauner oder grüner Färbung. Gelegentlich kommen auch violette, blaue oder rosa Töne vor. Sie werden oft durch den kommensalen Weihnachtsbaumwurm (Spirobranchus giganteus) besiedelt.
Alle Porites-Arten leben in einer Symbiose mit einzelligen, symbiotischen Algen (Zooxanthellen), von denen sie den Hauptteil der benötigten Nährstoffe beziehen. Porites-Kolonien sind Hermaphroditen (Zwitter).